# 李屺阳
李屺阳（1918年5月—2012年4月9日），女，陕西三原人，中华人民共和国政治人物，曾任甘肃省人民政府副省长，甘肃省人大常委会副主任，第三届全国人大代表。

## 生平
1918年生于陕西省三原县。早年积极参与抗日救亡运动。1949年中华人民共和国成立后，历任全国妇联宣传教育部副部长、代部长，中央书记处第四办公室妇女组副组长、中央办公厅群众工作组副组长（1955年1月－1958年8月），兰州市委书记处书记、甘肃省委委员（1958年9月－1962年3月）；1962年后在中共中央西北局工作。文化大革命期间受到冲击。改革开放时期，历任甘肃省农林办副主任兼政治部主任（1978年7月－1979年2月），甘肃省广播事业管理局局长（1979年2月－1980年2月），甘肃省副省长兼文教办公室主任（1980年2月－1983年5月），甘肃省第六届人大常委会副主任（1983年5月－1988年1月）等职。兼任甘肃省红十字会会长（1985年－1990年）等社会职务。1991年6月离休。2012年4月9日18时54分在西安逝世。